# Liu Chuyu
Liu Chuyu, född 446, död 466, var en kinesisk prinsessa, dotter till kejsar Xiaowu av Liu Song och kejsarinnan Wang Xianyuan, och syster till kejsar Liu Ziye. 
Liu Chuyu var äldsta barnet av sex syskon. Hennes far gav henne titeln prinsessa (en kunglig dotter fick inte automatiskt en sådan titel), och gifte bort henne med He Ji, som var son till hans hovman. 
Hon hade en nära relation till sin bror Liu Ziye. Då han besteg tronen som tonåring år 464, påpekade hon för honom, att det var orättvist att han hade ett harem fullt av makor när hon, som var av samma blod som honom, endast hade en enda make: 
"Även om våra kön är olika, har vi samma far. Men du har 10,000 kvinnor i ditt palats, medan jag endast har en enda make, och detta är orättvist".
Hennes bror höll med henne om att detta var orättvist, och han lät därför välja ut trettio unga män med stiligt utseende åt henne, gav dem titeln mianshou (面首, "ansikten av hög klass"), för att utgöra hennes harem och betjäna henne som älskare. Sedan dess brukade mianshou ofta användas som en term för en utomäktenskaplig manlig älskare till en kvinna av hög rang. Hennes bror höjde också hennes status genom att ge henne titeln prinsessan Kuaiji.
Hennes bror blev dock impopulär på grund av sitt våldsamma sätt och skandalöst utsvävande liv, och blev 466 mördad och avsatt av deras farbror.[källa behövs] Den nya kejsaren beordrade sedan att hon och hennes yngre bror skulle begå självmord på grund av deras utsvävande och skandalösa livsstil, något som också skedde.